# Peter Florian (Pianist)

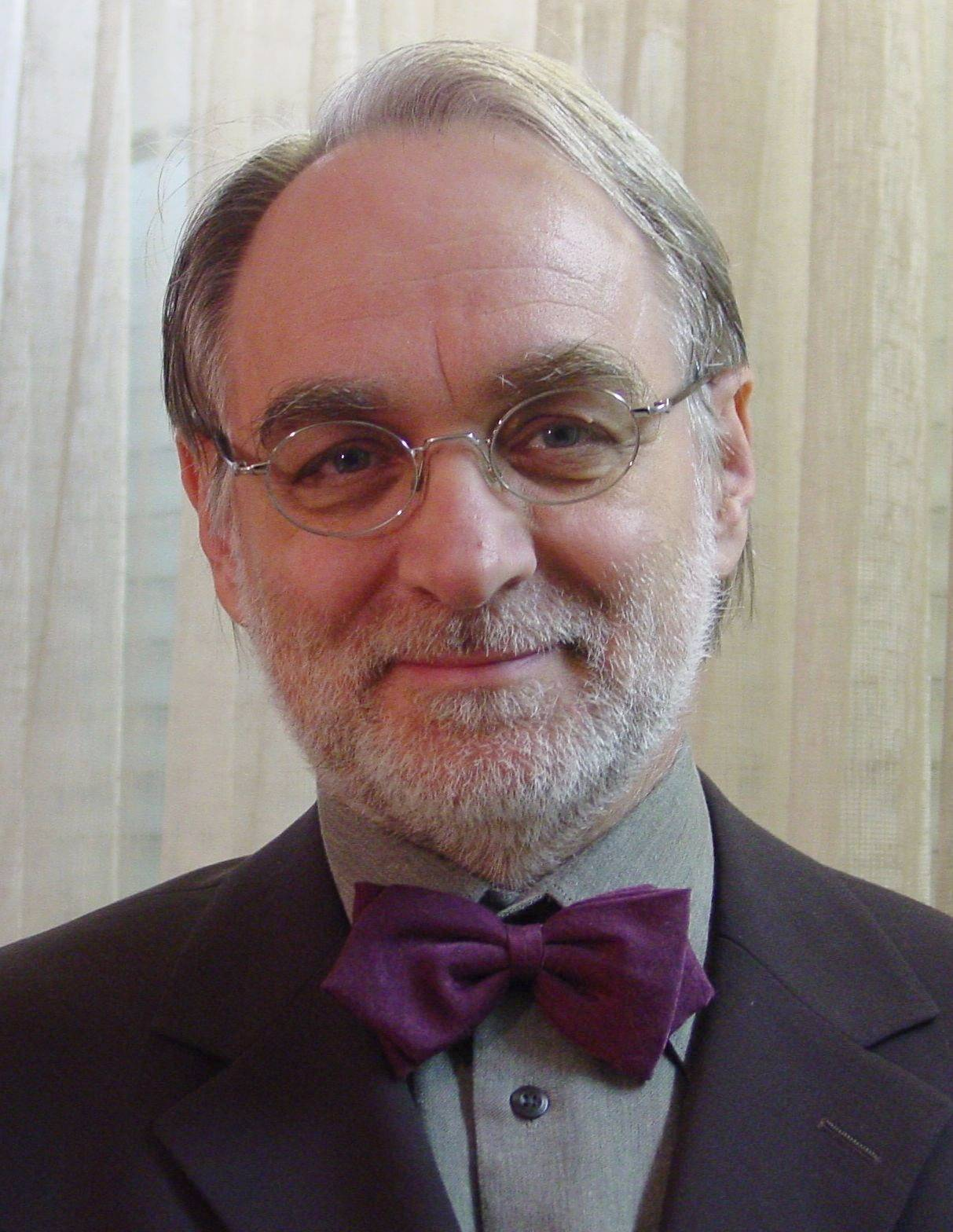
Peter Florian (Januar 2013)

Peter Florian (* 11. März 1944 in Kolozsvár, Ungarn) ist ein rumänisch-deutscher Pianist und Komponist. Er ist Vorsitzender des Kreises Osnabrücker Komponisten e. V. und lebt seit 1972 in Deutschland.

## Leben
Peter Florian studierte am Klausenburger Musikgymnasium und an der Musikhochschule Conservatorul de Muzică „Gheorghe Dima“. Seine Lehrer im Hauptfach Klavier waren Prof. György Halmos (ein Schüler des Liszt-Schülers Emil von Sauer) und Prof. Eliza Ciolan (Schülerin von Alfred Cortot). Seine Abschlussprüfung absolvierte er in den Fächern Klavier und Kammermusik. 1964 gewann er den ersten Preis beim Festival Republican in Bukarest. 1972 war er Stipendiat in der Solistenklasse von Prof. Dahlgrün in Hannover. 1973 wurde er mit dem Primera medalla beim internationalen Musikwettbewerb „Maria Canals“ in Barcelona ausgezeichnet.
Florian konzertierte in zahlreichen Ländern Europas und in Fernost. Er war an Rundfunkaufnahmen, Platten- und CD-Produktionen beteiligt und leitete Meisterkurse in Deutschland, Rumänien, Ungarn, Türkei, China und Korea.
Seit 1978 war Peter Florian Dozent für Klavier am Städtischen Konservatorium Osnabrück (heute Hochschule Osnabrück) und hatte dort seit 2000 eine Professur inne. Seit 2014 in Ruhestand. Zwischen 2006 und 2017 leitete er eine Klavierförderklasse für begabte Schüler zusammen mit der koreanischen Pianistin Hee Jung Kim in teamteaching an der Musik- und Kunstschule Osnabrück. Außerdem ist er seit 1996 Vorsitzender des Kreises Osnabrücker Komponisten.

## Werke
- Quintett – für Bläser und Klavier (UA Meppen 1976)
- Kaleidoskop – für Violine, Horn und Klavier (UA Lingen 1977)
- Traum-Traum – für Oboe, Klarinette, Horn und Klavier (UA Meppen 1977)
- Premiere – für variable Besetzung (UA Meppen 1977)
- Über-Legungen – für variable Besetzung (UA Meppen 1978)
- Fan-Tasten – für Klavier und Sequenzer/Tonband (UA Osnabrück 1981)
- 1983 Trio – für Flöte, Violoncello und Klavier (UA Osnabrück 1983)
- 1984 Serpentine – für variable Besetzung (UA Wien 1984)
- Achtopol 84’ – für Gitarre und Cembalo (UA Wien 1984)
- 1985 Reise um den Tag – für Celloorchester, Diaporama und Tänzerin (UA Osnabrück 1985)
- Vier Intermezzi zu Gedichten von Gisela Breidenstein – für Klavier (UA Osnabrück 1986)
- Hölderlin-Fantasie – für Oboe, Klarinette, Fagott, Klavier und Tonband (UA Osnabrück 1987)
- Barcarole – für Violine, Violoncello und Klavier (UA Osnabrück 1987)
- Psaume transilvanienne – für Klarinette und Klavier (UA Osnabrück 1988, Ed. Billaudot, Paris)
- „In einem Institut“ – Performance für Streicher und Schlagzeug (UA Osnabrück 1988)
- 1990 Stilleben – für variable Besetzung und Tonband (UA Budapest 1990)
- Der Stand der Dinge – Computermusik&Bild-Komposition (UA Budapest 1990)
- 1991 „Objets trouvées“ – Computer – Ballettmusik (UA Osnabrück 1991)
- Meeresstille – für Gitarrenensemble und Tonband (1. Version) (UA Osnabrück 1991)
- 1993 „OsMOSE“ – Großperformence (Auftragsstück für das KlangArt-Festival 1993)
- „P(f)utsch“ – Videoperformence (UA Münster 1993)
- 1994 Nocturno – für Klavier und Tonband (UA Osnabrück 1994)
- Reflexionen auf Nussbaum – für Vibraphon, Kontrabass und Klavier (UA Osnabrück 1994)
- Nänie – für Klavier (UA Osnabrück 1995)
- Fünf Palmström Lieder – für Chor a cappella (UA Osnabrück 1996)
- MINIMAX – für Chor, Tanzensemble und Sequenzer (UA Osnabrück 1997)
- Epitaph für H.C. für E-Piano und Tonband (UA Osnabrück 1997)
- Auf Remarques Spuren – für E-Piano, Tonband und Grammophon (UA Osnabrück 1998)
- Vesper transilvaniensis – für Klavier (UA Osnabrück 1999)
- 2001 Oh John... Hommage a John Cage – für präp. Klavier, Polaroidkamera und Tonband (UA Osnabrück 2001)
- Reflexionen auf 6 Haikus von Weöres – für Saxophon, Gitarre und Klavier (UA Szeged 2002)
- Windkinder – für Kinderchor und Schlagwerk (UA Osnabrück 2003)
- Triptychon-Elektroakustische Collage nach Bildern von Felix Nußbaum (UA Osnabrück 2003)